# Lily Rabe
Lily Rabe (New York, 29 giugno 1982) è un'attrice statunitense, nota principalmente per i suoi ruoli nelle stagioni della serie antologica American Horror Story.

## Biografia
Figlia dell'attrice Jill Clayburgh e del commediografo David Rabe, ha frequentato la Northwestern University e la Hotchkiss School. Nel curriculum di Broadway troviamo la partecipazione ad un revival di Steel Magnolias, e An American Plan nel 2008, in cui è apparsa con l'attrice Mercedes Ruehl. Nell'autunno del 2005 è apparsa nella produzione della MCC Colder Than Here, mentre nel 2006 è stata elogiata dal critico Charles Isherwood del The New York Times per la sua performance in Heartbreak House di George Bernard Shaw. Lily Rabe è apparsa inoltre nel film Never Again, Mona Lisa Smile, e nel ruolo di Bernadette in Sapori e dissapori e in The Toe Tactic.
Recita anche in due episodi di Medium, nel 2008, come un assassino seriale che lavorava sotto l'apparenza di una vittima. Nel 2010 fa parte del cast di Love & Secrets. Nel mese di giugno e luglio 2010 Rabe ha interpretato il ruolo di Portia ne Il mercante di Venezia per la rappresentazione in Central Park a New York, durante il famoso evento pubblico Shakespeare in the Park. Inoltre ha recitato al fianco di Al Pacino nei panni di Shylock in una performance descritta come una 'smashing break-out'. Per questa interpretazione, Lily Rabe è stata nominata per il Tony Award come miglior attrice protagonista.
La vera popolarità la raggiunge nel 2011, quando viene scelta tra i personaggi ricorrenti nella prima stagione della serie antologica American Horror Story nel ruolo di Nora Montgomery, prima proprietaria della casa in cui è ambientata la stagione. L'anno seguente ottiene un ruolo da co-protagonista nella seconda stagione della serie, American Horror Story: Asylum interpretando questa volta la sadica e perversa Suor Mary Eunice. Viene confermata anche nella terza stagione American Horror Story: Coven, dove interpreta la strega buona Misty Day, che possiede il potere della resurrezione; nel 2014 compare in un solo episodio della quarta stagione American Horror Story: Freak Show, tornando ad indossare le vesti di Suor Mary Eunice; nella quinta stagione American Horror Story: Hotel interpreta, come guest star, l'omicida Aileen Wuornos.
Dopo due stagioni in cui è apparsa come guest star, nel 2016 ritorna ad avere un ruolo principale in  American Horror Story: Roanoke. Nel 2018 prende parte ad American Horror Story: Apocalypse, nei panni della strega Misty Day, già apparsa nella terza stagione. L’anno successivo partecipa, come personaggio ricorrente, alla nona stagione della serie TV, American Horror Story: 1984, nei panni di Lavinia Richter. Nel 2021 prende parte ad American Horror Story: Double Feature, ritornando a far parte del cast principale e interpretando due ruoli: nella prima parte della stagione Doris Gardener, mentre nella seconda parte l’aviatrice Amelia Earhart.

## Vita privata
È compagna dell'attore statunitense Hamish Linklater, dal quale ha avuto una figlia nel marzo del 2017.

## Filmografia

### Cinema
- Never Again, regia di Eric Schaeffer (2001)
- Mona Lisa Smile, regia di Mike Newell (2003)
- A Crime, regia di Mike Newell (2006)
- Sapori e dissapori (No Reservations), regia di Scott Hicks (2007)
- The Toe Tactic, regia di Emily Hubley (2008)
- Disastro a Hollywood (What Just Happened), regia di Barry Levinson (2008)
- The Toe Tactic (2008)
- Weakness, regia di Michael Melamedoff (2010)
- Love & Secrets (All Good Things), regia di Andrew Jarecki (2010)
- Letters from Big Man, regia di Christopher Münch (2011)
- Redemption Trail (2012)
- Aftermath, regia di Thomas Farone (2013)
- La grande partita (Pawn Sacrifice), regia di Edward Zwick (2014)
- The Veil - Verità sepolte (The Veil), regia di Phil Joanou (2016)
- Miss Stevens, regia di Julia Hart (2016)
- Vice - L'uomo nell'ombra (Vice), regia di Adam McKay (2018)
- Fractured, regia di Brad Anderson (2019)
- C'era una volta Steve McQueen (Finding Steve McQueen), regia di Mark Steven Johnson (2019)
- Il bar delle grandi speranze (The Tender Bar), regia di George Clooney (2021)
- A Big Bold Beautiful Journey - Un viaggio straordinario (A Big Bold Beautiful Journey), regia di Kogonada (2025)

### Televisione
- Law & Order: Criminal Intent – serie TV, episodio 5x09 (2005)
- Law & Order - Unità vittime speciali (Law & Order: Special Victims Unit) – serie TV, episodio 8x03 (2006)
- Nip/Tuck – serie TV, episodio 5x11 (2008)
- Medium – serie TV, episodi 4x09-4x10 (2008)
- Last of the Ninth – serie TV ,episodio pilota (2009)
- Saving Grace – serie TV, episodio 3x13 (2010)
- Law & Order - I due volti della giustizia (Law & Order) – serie TV, episodio 20x19 (2010)
- Exit Strategy - serie TV, episodio pilota (2011)
- American Horror Story – serie TV (2011-in corso)
- The Good Wife – serie TV, episodi 2x19-4x15-6x18 (2011-2015)
- The Whispers – serie TV, 13 episodi (2015)
- The Walker - serie TV (2015)
- Regular Show in Space - serie TV (2017)
- The Wizard of Lies, regia di Barry Levinson – film TV (2017)
- Voltron: Legendary Defender - serie TV (2017) - voce
- Deadlier Than The Male - serie TV (2018)
- The Undoing - Le verità non dette (The Undoing) – miniserie TV, 6 puntate (2020)
- La ferrovia sotterranea (The Underground Railroad) – miniserie TV, 2 puntate (2021)
- The First Lady - serie TV, 7 episodi (2022)
- Love & Death, regia di Lesli Linka Glatter e Clark Johnson – miniserie TV, 7 puntate (2023)
- Shrinking – serie TV, 5 episodi (2023)
- The Great Lillian Hall, regia di Michael Cristofer – film TV (2024)
- Presunto innocente (Presumed Innocent) – serie TV, 4 episodi (2024)

## Doppiatrici italiane
Nelle versioni in italiano delle opere in cui ha recitato, Lily Rabe è stata doppiata da:
- Barbara De Bortoli in American Horror Story, La grande partita, Verità sepolte, The Wizard of Lies, Il bar delle grandi speranze, The First Lady, Benvenuti a Owl, A Big Bold Beautiful Journey - Un viaggio straordinario
- Eleonora De Angelis in Love & Secrets, The Undoing - Le verità non dette
- Francesca Manicone in The Whispers, Fractured
- Federica De Bortoli in Vice - L'uomo nell'ombra, Love & Death
- Angela Brusa in Law & Order: Criminal Intent
- Domitilla D'Amico in Sapori e dissapori
- Patrizia Mottola in Nip/Tuck
- Laura Latini in Medium
- Paola Valentini in The Good Wife
- Letizia Ciampa in The Good Wife (ep. 6x18)
- Benedetta Degli Innocenti in Golden Exits
- Valentina Mari in Legion
- Deborah Ciccorelli in C'era una volta Steve McQueen
- Selvaggia Quattrini ne La ferrovia sotterranea
- Rachele Paolelli in Shrinking